# Aritella laticaput
Aritella laticaput är en insektsart som först beskrevs av Lucien Chopard 1951.  Aritella laticaput ingår i släktet Aritella och familjen syrsor. Inga underarter finns listade i Catalogue of Life.